# Puchar Finlandii w piłce siatkowej mężczyzn (2017/2018)
Puchar Finlandii w piłce siatkowej mężczyzn 2017/2018 (oficjalnie: Miesten Suomen Cup 2017/2018) – 46. sezon rozgrywek o siatkarski Puchar Finlandii. Zainaugurowany został 22 września 2017 roku.
Rozgrywki składały się z trzech rund kwalifikacyjnych, ćwierćfinałów oraz turnieju finałowego, w ramach którego rozegrano półfinały i finał.
Turniej finałowy odbył się w dniach 6-7 stycznia 2018 roku w Kupittaan palloiluhalli w Turku.
Po raz trzeci Puchar Finlandii zdobyła drużyna Vammalan Lentopallo, pokonując w finale Hurrikaani-Loimaa.

## Drużyny uczestniczące
| Mestaruusliiga 11 drużyn | Mestaruusliiga 11 drużyn |
| ------------------------ | ------------------------ |
| Akaa-Volley              | 3. runda                 |
| Hurrikaani-Loimaa        | finał                    |
| Kokkolan Tiikerit        | 3. runda                 |
| LEKA Volley              | ćwierćfinał              |
| Lentopalloseura Etta     | półfinał                 |
| Raision Loimu            | ćwierćfinał              |
| Rantaperkiön Isku        | ćwierćfinał              |
| Sampo Volley             | półfinał                 |
| Team Lakkapää            | ćwierćfinał              |
| Vammalan Lentopallo      | zwycięstwo               |
| Vantaa Ducks             | 3. runda                 |

| 1-sarja 5 drużyn  | 1-sarja 5 drużyn |
| ----------------- | ---------------- |
| Aitolahden Riento | 2. runda         |
| Karelian Hurmos   | 3. runda         |
| Kyyjärven Kyky    | 3. runda         |
| Lempäälän Kisa    | 3. runda         |
| Maaningan Mahti   | 2. runda         |

| 2-sarja 3 drużyny     | 2-sarja 3 drużyny |
| --------------------- | ----------------- |
| Napapiirin Palloketut | 3. runda          |
| Tammelan Ryske        | 1. runda          |
| Turun Toverit         | 3. runda          |

| 3-sarja 1 drużyna | 3-sarja 1 drużyna |
| ----------------- | ----------------- |
| Espoo Lentis      | 2. runda          |

## Rozgrywki

### 1. runda
| Data       | Drużyna 1    |     | Drużyna 2      | Sety                  | Widzów |
| ---------- | ------------ | --- | -------------- | --------------------- | ------ |
| 22.09.2017 | Espoo Lentis | 3:0 | Tammelan Ryske | (25:14, 25:16, 25:14) | 15     |

### 2. runda
| Data       | Drużyna 1         |     | Drużyna 2       | Sety                               | Widzów |
| ---------- | ----------------- | --- | --------------- | ---------------------------------- | ------ |
| 29.09.2017 | Aitolahden Riento | 0:3 | Turun Toverit   | (18:25, 16:25, 19:25)              | 15     |
| 30.09.2017 | Maaningan Mahti   | 0:3 | Karelian Hurmos | (14:25, 22:25, 18:25)              | 45     |
| 29.09.2017 | Espoo Lentis      | 2:3 | Lempäälän Kisa  | (25:22, 26:28, 18:25, 25:23, 8:15) | 25     |

### 3. runda
| Data       | Drużyna 1             |     | Drużyna 2           | Sety                         | Widzów |
| ---------- | --------------------- | --- | ------------------- | ---------------------------- | ------ |
| 27.09.2017 | Napapiirin Palloketut | 0:3 | Team Lakkapää       | (14:25, 11:25, 21:25)        | 190    |
| 11.10.2017 | Lentopalloseura Etta  | 3:1 | Kokkolan Tiikerit   | (15:25, 25:21, 26:24, 25:15) | 497    |
| 19.10.2017 | Akaa-Volley           | 0:3 | Rantaperkiön Isku   | (21:25, 23:25, 17:25)        | 280    |
| 31.10.2017 | Turun Toverit         | 0:3 | Vammalan Lentopallo | (19:25, 17:25, 11:25)        | 150    |
| 22.10.2017 | Kyyjärven Kyky        | 0:3 | Sampo Volley        | (8:25, 21:25, 21:25)         | 192    |
| 18.10.2017 | Karelian Hurmos       | 0:3 | LEKA Volley         | (18:25, 14:25, 11:25)        | 259    |
| 04.10.2017 | Vantaa Ducks          | 0:3 | Raision Loimu       | (21:25, 23:25, 18:25)        | 227    |
| 07.10.2017 | Lempäälän Kisa        | 0:3 | Hurrikaani-Loimaa   | (23:25, 19:25, 18:25)        | 227    |

### Ćwierćfinały
| Data       | Drużyna 1         |     | Drużyna 2            | Sety                                | Widzów |
| ---------- | ----------------- | --- | -------------------- | ----------------------------------- | ------ |
| 22.11.2017 | Team Lakkapää     | 3:2 | Lentopalloseura Etta | (27:29, 25:19, 25:23, 20:25, 15:13) | 480    |
| 13.12.2017 | Team Lakkapää     | 1:3 | Lentopalloseura Etta | (26:24, 26:28, 22:25, 23:25)        | 386    |
| 26.11.2017 | Rantaperkiön Isku | 0:3 | Vammalan Lentopallo  | (20:25, 23:25, 14:25)               | 421    |
| 08.12.2017 | Sampo Volley      | 3:0 | LEKA Volley          | (29:27, 25:13, 25:16)               | 263    |
| 13.12.2017 | Sampo Volley      | 2:3 | LEKA Volley          | (20:25, 26:24, 22:25, 25:20, 10:15) | 489    |
| 26.11.2017 | Raision Loimu     | 2:3 | Hurrikaani-Loimaa    | (16:25, 25:12, 25:21, 24:26, 6:15)  | 505    |
| 29.11.2017 | Raision Loimu     | 1:3 | Hurrikaani-Loimaa    | (25:20, 18:25, 12:25, 16:25)        | 590    |

### Półfinały
| Data       | Drużyna 1            |     | Drużyna 2           | Sety                                | Widzów |
| ---------- | -------------------- | --- | ------------------- | ----------------------------------- | ------ |
| 06.01.2018 | Lentopalloseura Etta | 1:3 | Vammalan Lentopallo | (20:25, 25:18, 16:25, 18:25)        | 1527   |
| 06.01.2018 | Sampo Volley         | 2:3 | Hurrikaani-Loimaa   | (25:20, 18:25, 25:21, 18:25, 16:18) | 1663   |

### Finał
| Data       | Drużyna 1           |     | Drużyna 2         | Sety                  | Widzów |
| ---------- | ------------------- | --- | ----------------- | --------------------- | ------ |
| 07.01.2018 | Vammalan Lentopallo | 3:0 | Hurrikaani-Loimaa | (25:20, 25:21, 25:18) | 2047   |